# El Fresno
El Fresno ist ein Ort und eine zentralspanische Gemeinde (municipio) mit 591 Einwohnern (Stand: 2024) im Zentrum der Provinz Ávila in der Autonomen Gemeinschaft Kastilien-León.

## Lage
Der Ort El Fresno liegt im Osten des Valle de Amblés auf der Nordseite des Iberischen Scheidegebirges auf dem Südufer des Río Adaja in einer Höhe von ca. 1075 m ü. d. M. Die Stadt Ávila ist nur 10 km (Fahrtstrecke) in nordöstlicher Richtung entfernt. Das Klima im Winter ist kühl, im Sommer dagegen trotz der Höhenlage durchaus warm; die geringen Niederschlagsmengen (ca. 410 mm/Jahr) fallen – mit Ausnahme der nahezu regenlosen Sommermonate – verteilt übers ganze Jahr.

## Bevölkerungsentwicklung
| Jahr      | 1857 | 1900 | 1950 | 2000 | 2017 |
| Einwohner | 478  | 531  | 637  | 492  | 597  |

Wegen der Nähe zur Stadt Ávila ist die Bevölkerungszahl der Gemeinde seit der Mitte des 19. Jahrhunderts weitgehend stabil geblieben.

## Wirtschaft
Die Landwirtschaft (vor allem die Viehzucht) spielte traditionell die größte Rolle im früher auf Selbstversorgung basierenden Wirtschaftsleben der Gemeinde, die sich jedoch in der zweiten Hälfte des 20. Jahrhunderts mehr und mehr zu einem Vorort Ávilas entwickelt hat.

## Geschichte
Im ersten Jahrtausend v. Chr. gehörte das Gemeindegebiet wahrscheinlich zum Siedlungsgebiet der keltischen Vettonen. Römische, westgotische und selbst arabisch-maurische Spuren fehlen. Im 11. und 12. Jahrhundert wurde das Valle de Amblés von den Christen wahrscheinlich mehr oder weniger kampflos zurückerobert (reconquista) und anschließend neu oder wieder besiedelt (repoblación).

## Sehenswürdigkeiten
Die Pfarrkirche Nuestra Señora de la Asunción stammt aus dem frühen 19. Jahrhundert und entstand an der Stelle eines kleinen Vorgängerbaus. Im Jahr 1961 stürzte das Gewölbe ein; es wurde durch eine hölzerne Flachdecke ersetzt. Beim Einsturz des Gewölbes wurde die Innenausstattung ebenfalls zerstört.